# Hydraulisk maskine
En hydraulisk maskine er en maskine, der virker ved hjælp af hydraulik, dvs. ved trykforskelle i væsker. Som oftest anvendes hydraulikolie eller vand som væske. Eksempler kan være donkrafte, brændeflækkere og støddæmpere.